# مات راسيل
مات راسيل (بالإنجليزية: Matt Russell)‏ (17 يناير 1978 في المملكة المتحدة - ) هو لاعب كرة قدم بريطاني في مركز الدفاع. لعب مع نادي دونكاستر روفرز ونادي سكاربورو ونادي هاليفاكس تاون.

## وصلات خارجية
- مات راسيل على موقع قاعدة بيانات كرة القدم.إي يو (الإنجليزية)